# Jean Chalopin
Jean Chalopin (Tours, 31 maggio 1950) è un produttore televisivo, sceneggiatore e regista francese.

## Biografia
Nel 1971 Jean Chalopin crea la DIC Audivisuel, che diverrà poi la DiC Entertainment; ha diretto e prodotto numerosi cartoni animati, spesso in coproduzioni internazionali. È sposato con la ex modella sino-singaporeana Ethel Chalopin, con la quale ha avuto due figli.

## Filmografia parziale

### Produttore

#### Serie TV
- Ulysse 31 – serie TV, episodi 1x0 (1981)
- Jayce il cavaliere dello spazio (Jayce and the Wheeled Warriors) – serie TV, 65 episodi (1985)
- MASK – serie TV, 75 episodi (1985 - 1986)
- Popples (1986)
- Le nuove avventure di He-Man (The New Adventures of He-Man) – serie TV, episodi 1x1 (1990)
- Gemelli nel segno del destino (1991)
- Bots Master (1993)